# استضافة الويب
استضافة الوِب (بالإنجليزية: Web Hosting) أنْ ينشر الأفراد والشركات مواقعهم الشبكية في الشابكة العالمية، بشركات يُقال لها: مستضيفات الوِب، التي لها حواسيبُ تعملُ ليلَ نهار، تُضَيِّف عندها مِلَفَّات هذه المواقع.

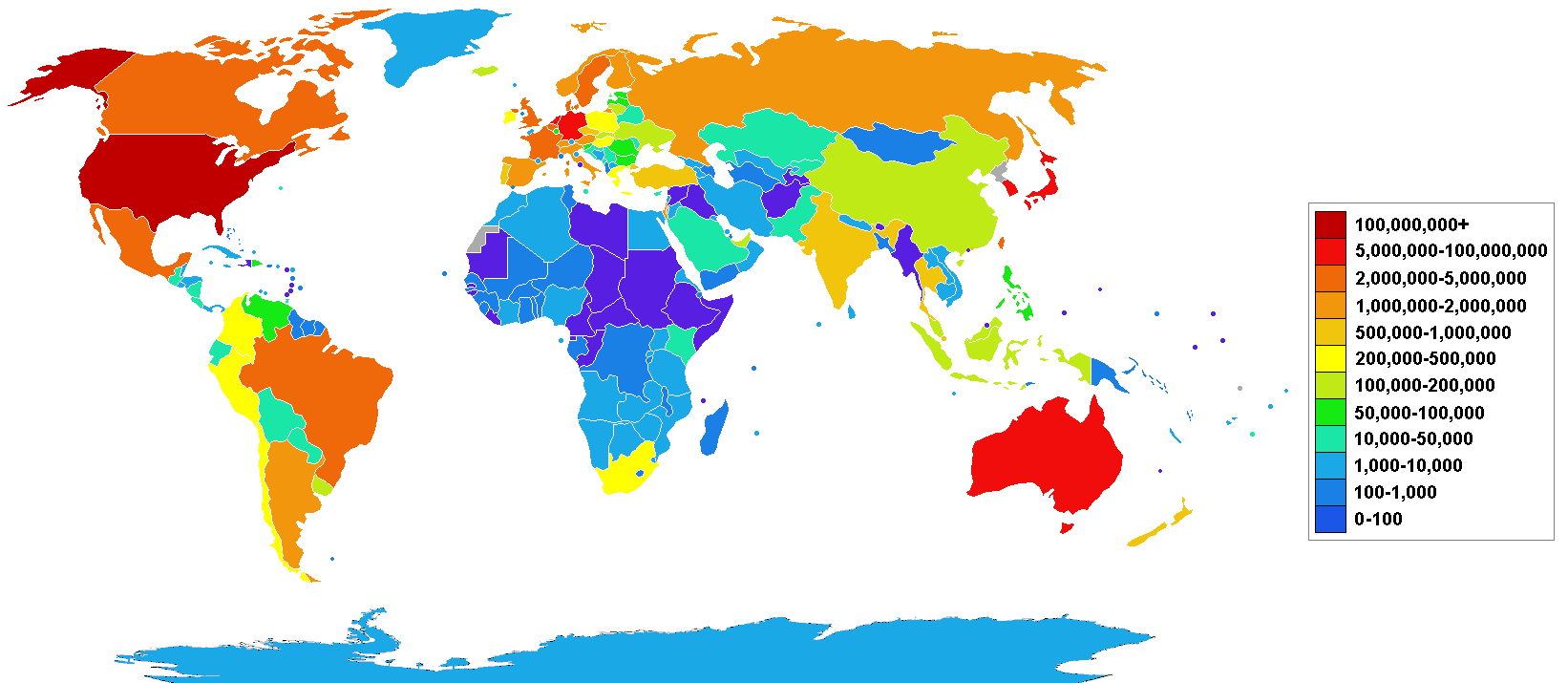
انتشار استضافات الإنترنت (المساحات) المجانية والمدفوعة في العالم حسب الدول

وهي لغةً من «استضافَ»، أي: طلب الضيافة، يُقال: استضفتُ زيدًا، أي: سألتُهُ (طلبتُ) أن ينزلني عنده ضيفًا؛ بأن يُضَيِّفَني ويُضِيفَني؛ فيستقبلني ويقدم إلي الضيافة، فضِفتُ زيدًا، أي: صرتُ عنده ضيفًا. والخطأ الشائع ظنهم أن الاستضافة تعني: الضيافة والتضييف (أي: أن تضيِّف أحدَهم، فتجعلَه ضيفًا في بيتك)، ولكنها خلاف ذلك؛ فهي طلب الضيافة (أي: أن تطلب أنت من غيرك أن يضيِّفك عنده في بيته). فاستضافة الوِب: أن تطلب من الوِب (الشبكة العنكبوتية العالمية) أن يستقبل موقعك ويُضَيِّفه عنده ويقبله، فيسجل اسم نطاقه، فيكون في الشابكة متاحًا مع سائر المواقع. انتهىٰ.
هنا يتضح معنى استضافة الويب حيث معنى الاستضافة أن يستضيف خادوم أو خادم ويب مواد ومحتويات موقع معين ويربط النطاق الخاص بهذا الموقع ب عنوان الأيبي الخاص بالخادوم
ويمكن تقسيم أنواع الاستضافة إلى استضافة مجانية وأخرى مدفوعة وتتجه بعض الشركات إلى تقديم خدمة الاستضافة المجانية في مقابل الحصول على خدمات خاصة مثل الإعلان على المواقع المستضافة لديها وكذلك فإن الشركات أو الأفراد الذين يتجهون إلى استضافة مواقعهم على خواديم مجانية يتنازلون عن كثير من المزايا في مقابل هذه المجانية، أصبح التوجه هذه الأيام إلى الاستضافة المجانية بسيطا جدًا لا يكاد يذكر إلا من بعض الأفراد القلائل وفي المواقع الشخصية الصغيرة فقط على الأغلب والسبب في ذلك انخفاض تكاليف الاستضافات المدفوعة بنسبة كبيرة مقارنةً بالفترات السابقة مما يغري أصحاب المواقع بالتمتع بالمزايا العديدة التي يحصلون عليها مع الاستضافات المدفوعة.

## أنواع الاستضافة
- خدمة الاستضافة المجانية: هي نوع من خدمات استضافة المواقع تقدم بدون مقابل مالي، وعادة ما تستخدم للمواقع الشخصية أو التجريبية. توفر هذه الخدمة مزايا محدودة من حيث المساحة، النطاق الترددي، والتحكم الفني، وفي الغالب تكون مرفقة بإعلانات من مزود الخدمة وتتضمن قيود على الربط بالنطاقات المخصصة. ولا ينصح بها للمشاريع التجارية أو الاحترافية بسبب ضعف الأداء والدعم الفني.
- خدمة الاستضافة المشتركة: خادوم الاستضافة يحتوي على العديد من المواقع تتراوح بين مئات أو آلاف المواقع (وهذا يتم احتسابة حسب حجم السيرفر).
- خدمة الاستضافة الافتراضية: وهي أن يتم مشاركة خادوم ( سيرفر ) بين مجموعة من المواقع على أن يكون لكل موقع نظام تشغيل خاص به وتوزع المصادر بينهم.
- خدمة استضافة السحاب: وهي شبيهة بالاستضافة الافتراضية الا انها تتسم بأن مشاركة خادوم ( سيرفر ) عبر تقسيم الموارد من قطع الخادوم نفسه أو علي بيئة الهارد وير و ليس تبعاً للتقسيم عبر برنامج و تحت بيئة السوفت وير و تدعي Cloud Hosting.
- خدمة الاستضافة المخصصة: وهي ان يستأجر الموقع خادوم ( سيرفر ) خاص وينفرد به ولا يشاركه فيه أحد وهذا أغلى الأنواع السابقة.
- الريسيلرات: وهي خدمة لموزعي الاستضافة، تتيح للشخص أن يقدم استضافة مجانية أو مدفوعة للآخرين.

الخادوم هو خادوم خاص لموقعك أو لعمل شركة استضافة تقوم باخدة من أحد مراكز البيانات الأجنبية أو العربية ويكون مجهزا في الاعدادات المهمة فقط مثل لوحة التحكم وغيرها وتقوم أنت بتجهيز اعداداته من الحماية والاضافات التي ترغب بها ويمنحك السيرفر قدرة أكثر للتحكم في موقعك بحيث تستطيع عن طريقة تنصيب برامج للخادوم وغيرها ويمكنك الاعتماد على شركة الاستضافة بتجهيز السيرفر بالكامل ويكون مدار من خلالها ولكن هذا سيكلفك مبلغ أكثر.

## خطة الاستضافة
تقسم شركات الاستضافة الخدمات التي تقدمها إلى عدد من الخطط، كل خطة لها مواصفات ولها سعر محدد، المواصفات الأهم للخطة والتي يجب الوقوف عندها عند اختيار الخطة مايلي:
- المساحة التخزينية: وهي مقدار المساحة المتاحة للعميل في القرص الصلب، والتي ستحتوي على جميع ملفات ومحتويات موقعه.
- حجم تبادل البيانات: أو ما يسمى بالـ معدل نقل البيانات وهو مقدار البيانات التي يتم نقلها من وإلى الموقع، سواءً عن طريق التصفح ( يعتبر نقل للصفحة من الخادوم إلى جهاز المتصفح) أو عن طريق التحميل أو أي شكل من أشكال تبادل البيانات.
- عدد المواقع المسموح به: كم عدد المواقع المسموح إضافتها إلى نفس الخطة.
- عدد قواعد البيانات: كم عدد قواعد البيانات المسموح انشائها على نفس الخطة.
- عدد حسابات الاف تي بي: كم عدد حسابات الاف تي بي التي يمكن لمالك الموقع عملها لمساعديه في الموقع.
- عدد حسابات البريد: كم عدد حسابات البريد على المستضافة على نفس الخطة.
- أي بي خاص للموقع: وهو عنوان أي بي مخصص فقط لاستخدام الموقع المستضاف.
- عدد النطاقات الفرعية: كم عدد النطاقات أو الدومينات الفرعية مثال example.domain.com فيعتبر في المثال السابق example اسم دومين فرعي.
- السعر: وهو ما تتفاوت فيه الشركات وتتنافس لتقديم أوفر الأسعار لكسب أكبر شريحة من العملاء.
- وغيرها من المواصفات الأخرى التي تختلف من شركة لأخرى.

## وصلات خارجية
- استضافة الويب، في مشروع الدليل المفتوح